# Corpúsculo de Meissner
Los corpúsculos de Meissner o corpúsculos del tacto son un tipo de terminaciones nerviosas en la piel que son responsables de la sensibilidad para el tacto suave. En particular, tienen la mayor sensibilidad (el umbral de respuesta más bajo) cuando reciben vibraciones de menos de 50 Hz. Son receptores rápidamente activos.

## Estructura
Los corpúsculos de Meissner son terminaciones nerviosas no mielinizadas encapsuladas, que consisten de células aplanadas de sostén dispuestas como lamelas horizontales rodeadas por una cápsula de tejido conectivo. El corpúsculo tiene de 30 a 140 micras de largo y de 40 a 61 μm de diámetro. Una única fibra nerviosa serpentea entre las lamelas y a través del corpúsculo.
Dado que son de adaptación rápida o fásicos, los potenciales de acción generados decrecen rápidamente y acaban cesando (ésta es la razón por la que se deja de sentir la ropa que uno lleva puesta).
Si el estímulo se elimina, el corpúsculo recupera su forma y mientras eso ocurre (es decir se está deformando físicamente) causa que se genere otra descarga de potenciales de acción.
Debido a su localización superficial en la dermis, estos corpúsculos son particularmente sensibles al tacto y vibraciones, pero por las mismas razones, se limitan en la detección porque solo pueden señalar que algo está tocando la piel.

## Comparación con otros receptores
El tacto de presión profunda (de un apretón por ejemplo) es generado por los corpúsculos de Pacini (en mamíferos el único otro tipo de mecanoceptor táctil físico), los que se localizan más profundamente en la dermis, y por algunas terminaciones nerviosas libres.
La sensibilidad de los corpúsculos de Meissner tampoco desencadena dolor, éste es exclusivamente una respuesta a la actividad de las terminaciones nerviosas libres.

## Epónimo
Los corpúsculos de Meissner fueron descubiertos por el anatomista alemán Georg Meissner (1829-1905).

## Imágenes adicionales

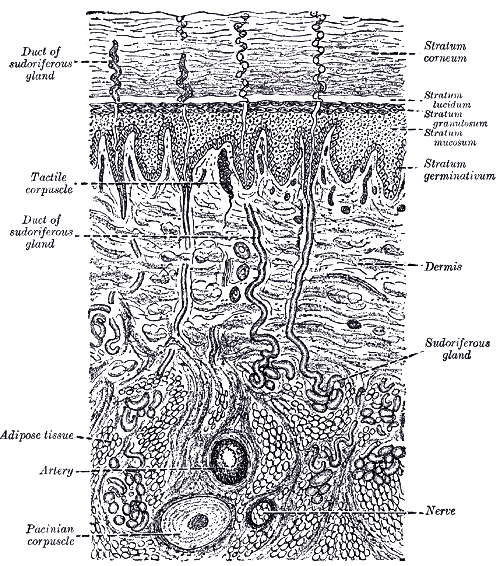
Vista diagramática de sección de la piel.
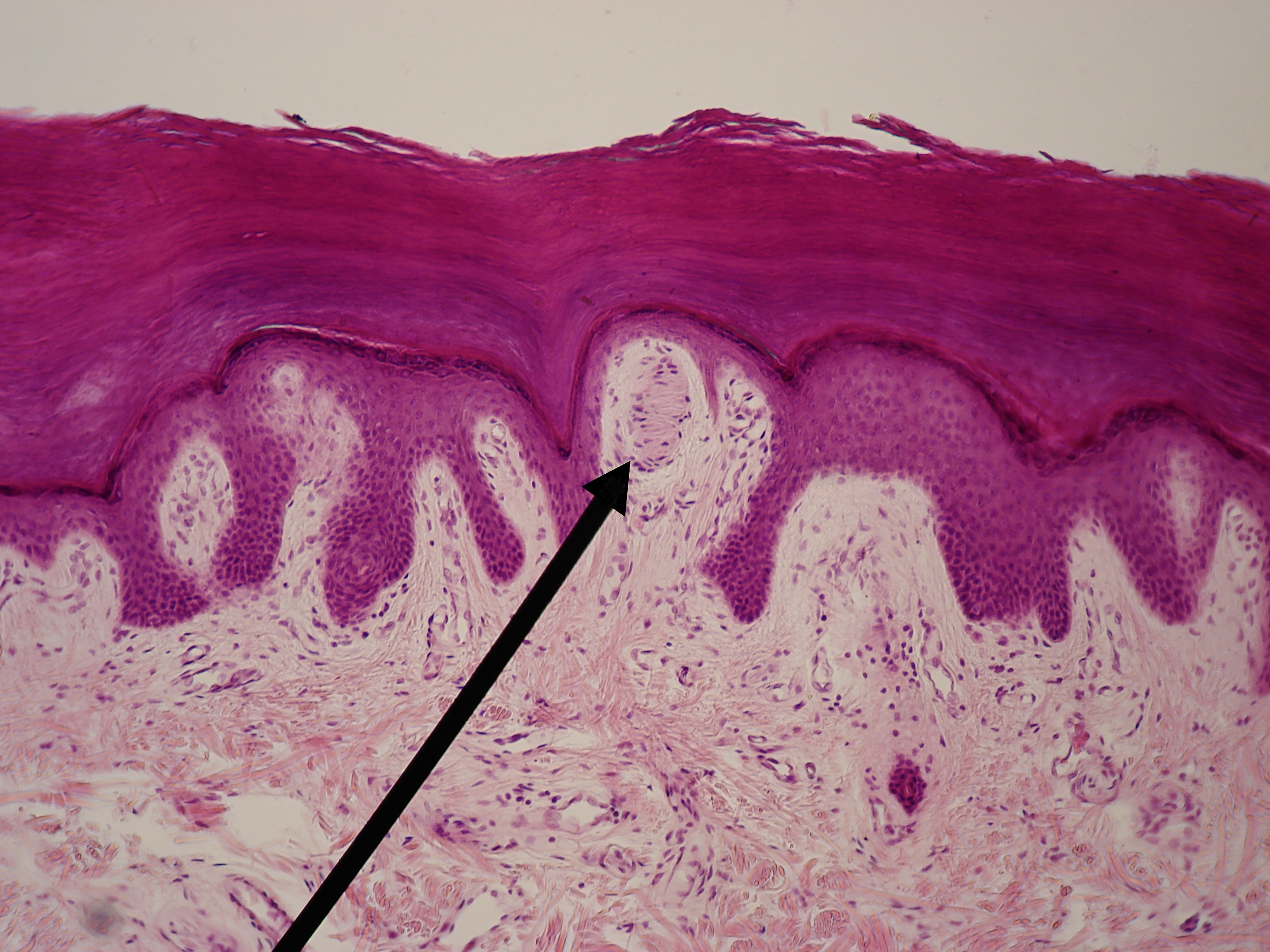
Microfotografía óptica.
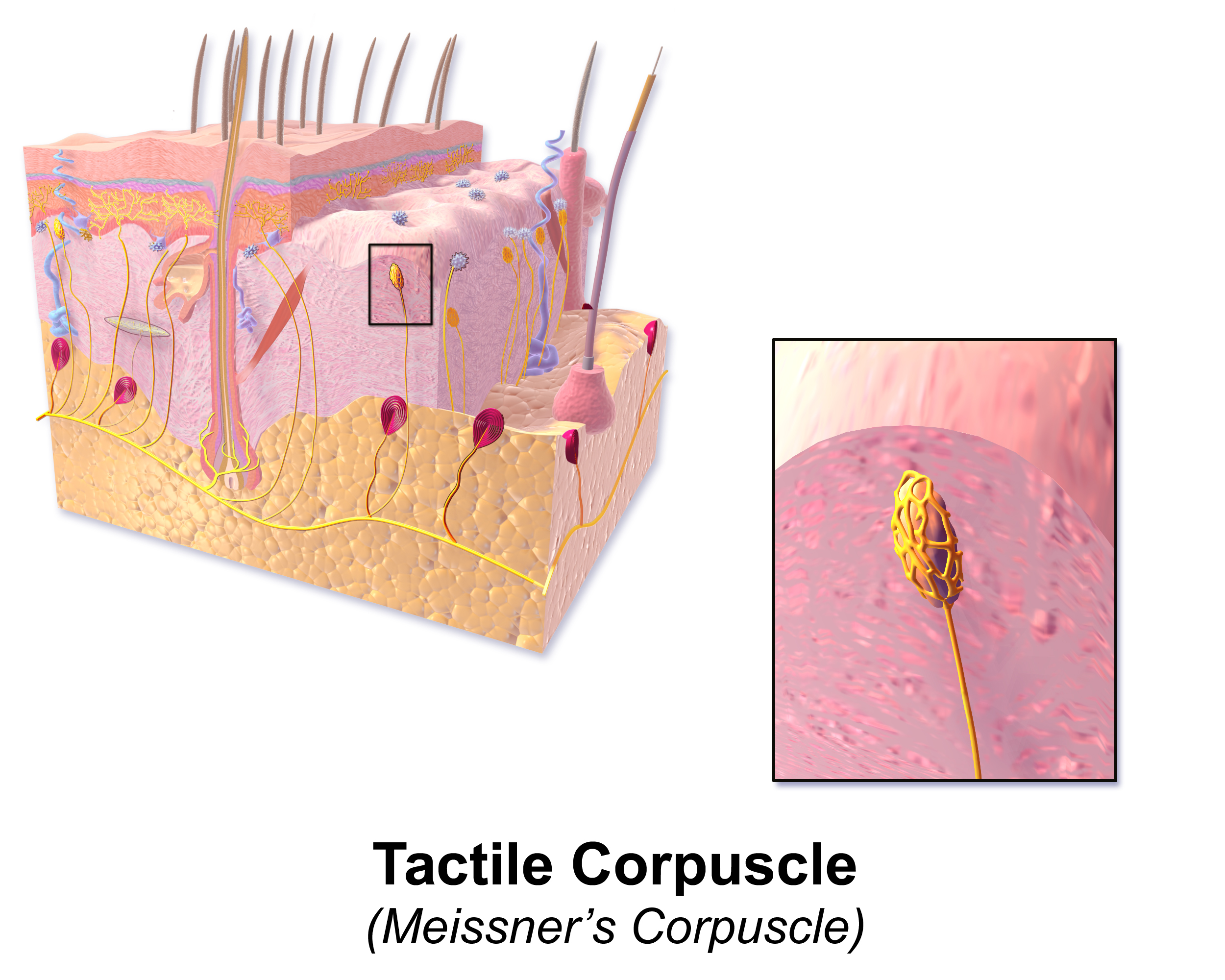
Piel humana con un corpúsculo de Meissner